# جرج فنتون
جرج فِنتون (انگلیسی: George Fenton؛ زادهٔ ۱۹ اکتبر ۱۹۵۰) آهنگساز اهل بریتانیا است.
او به‌خاطر ساخت موسیقیِ فیلم، به‌ویژه موسیقی دو مجموعه تلویزیونی مستند شبکهٔ بی‌بی‌سی یعنی سیارهٔ آبی و سیارهٔ زمین معروف است.
جرج فنتون چهار بار برای دریافتِ جایزه اسکار بهترین موسیقی فیلم نامزد شده‌است؛ از جمله برای ساختِ موسیقیِ فیلم‌های گاندی (۱۹۸۲)، آزادی را فریاد کن (۱۹۸۷) و روابط خطرناک (۱۹۸۸).

## فیلم‌شناسی
- برژراک
- به من بگوئید آقا
- آخرین تعطیلات
- آزادی را فریاد کن
- آزمون دشوار
- آنا و شاه
- افسونگر
- بادی که کشتزار جو را تکان می‌دهد
- برای همیشه
- بلیت‌ها
- پیریت
- تصور آرژانتین
- خانم هندرسون تقدیم می‌کند
- خانه شیرینم آلاباما
- در جستجوی اریک
- در عشق و جنگ
- دوندگان
- روابط خطرناک
- روز دوم ماه فوریه
- زمین
- زیبایی خطرناک
- آقای وقت‌شناس
- سرزمین سایه‌ها
- فیشر کینگ
- قصر سفید
- قضیه صفر
- کبوتر بی‌باک
- گاندی
- ما فرشته نیستیم
- ماری رایلی
- نامه داری
- هیچ
- مسیر ایرلندی